# Підготовчі виробки
Підготовчі виробки (рос. подготовительные выработки, англ. development headings (galleries, drifts, entries)) — виробки, що проведені в процесі підготовки шахтного поля до очисної виїмки. До них відносять центральні (капітальні), панельні та дільничні бремсберґи і похили, головні (корінні) панельні або поверхові та дільничні штреки, дільничні квершлаґи, ґезенки, скати, розрізні печі.
Підготовчі виробки забезпечують доступ до очисних вибоїв, їх провітрювання, транспортування корисних копалин, матеріалів і обладнання, доставку людей, енергопостачання, водовідлив і т. д., нормальні умови для створення й експлуатації очисних вибоїв. При стовпових системах розробки підготовчі виробки забезпечують також дорозвідку запасів.